# ماسباخ
ماسباخ (به آلمانی: Maßbach) یک منطقهٔ مسکونی در آلمان است که در Bad Kissingen واقع شده‌است. ماسباخ  ۴٬۸۴۳ نفر جمعیت دارد.